# Charlotte S.H. Jensen
Charlotte S.H. Jensen (født 1961, død 26. juli 2019) var en dansk foregangskvinde inden for digital tilgængeliggørelse af kulturarv.
Hun var uddannet mag.art. i nordisk folkemindevidenskab fra 1987.
Jensen virkede blandt andet som arkivformidler ved Landsarkivet for Sjælland, Lolland-Falster og Bornholm.
Her var hun i 1995 blevet ansat af Grethe Ilsøe.
Hun fungerede også om redaktør for historietidsskriftet Siden Saxo.
Gennem utallige foredrag, artikler og aktivitet på sociale medier skubbede Jensen gennem mange år på for at opfordre kulturinstitutioner og andre til at stille deres materiale til rådighed for deres brugere online. Via sine ansættelser på Rigsarkivet, Nationalmuseet, Københavns Universitet og talrige frivillige tillidsposter inspirerede hun en hel generation af kulturarbejdere.
Da Danske Videnskabsjournalister gav Jensen
Geniusprisen i 2009 hed det i motiveringen:
| „ | Hun har været ildsjæl for mange nye forskningsformidlende initiativer, bl.a. har hun bragt Nationalmuseet ind på de sociale netværk som FaceBook og YouTube, hun har startet Formidlingsnet.dk og er idekvinde til www.historie-online.dk – nettets mest synlige site om historie, arkæologi, arkiver, museer og kulturarv. Derfor er hun en helt oplagt modtager af vores pris og anerkendelse. | “ |

## Udgivelser
- Charlotte S.H. Jensen (1989), Vandrehistorier. Indvandrerne spiser hunde, s. 10-11, Wikidata  Q79345852
- Charlotte S.H. Jensen (1994), Røverhistorier, ISBN 87-89224-07-8, Wikidata  Q50361864
- Charlotte S.H. Jensen (1999), "På grænsen til den anden verden", Skoven i lokalhistorien: 91-101, Wikidata  Q79341840
- Charlotte S.H. Jensen; Morten Mortensen; Johnny Wøllekær (1. juli 2005), "Arkiverne og den nye historieformidling", Forum for Idræt, Historie og Samfund, 21, doi:10.7146/FFI.V21I0.31690, Wikidata  Q79343266
- Charlotte S.H. Jensen (2002), På sporet af slægten, Landsarkivet for Sjælland, Lolland-Falster og Bornholm, DR, ISBN 87-7953-195-4, Wikidata  Q50361928
- Mette Boritz; Mia Ramsing Jensen; Charlotte S.H. Jensen; Ida Lund-Andersen (2011), "Digital levendegørelse - 1700-tals faktionsleg på Facebook", Nordisk Museologi: 60-80, doi:10.5617/NM.3146, Wikidata  Q50362218
- Flirt, faktion og Facebook : da 1700-tallet blev levende på de sociale medier. / Boritz, Mette; Lund-Andersen, Ida; Jensen, Charlotte S.H.; Jensen, Mia Ramsing . Nationalmuseet Arbejdsmark. 2011. s. 8-19 (Nationalmuseets Arbejdsmark). Bidrag til bog/antologi/rapport › Bidrag til bog/antologi › Forskning › peer review
- På sporet af Luciabruden. / Lund, John; Jensen, Charlotte S.H. I: E-nyt fra Nationalmuseet, Nr. December, 2008, s. 1-5.
- Pornoen kom op af cigarkassen : Om billedpornografiens frigivelse. / Torp Petersen , Karen ; Jensen, Charlotte S.H.; Byriel-Thygesen, Mette. 12 s. Kbh. : Nationalmuseet. 2019, Natioalmuseets web.
- Stegt flæsk og kakaosuppe : sociale medier og kulturhistorisk formidling. / Ruhe, Rikke Bengtha; Jensen, Charlotte S.H.; Petersen, Inge-Mette. I: Nationalmuseets Arbejdsmark, 2010, s. 204-219.

## Hædersbevisninger
- 2009 - Modtager af Genius-prisen (Danske Videnskabsjournalisters formidlingspris)
- 2007 - Modtager af NCK´s pris for kulturarvspædagogisk virksomhed
- 2004 - Modtager af hædersmedalje i sølv fra Samfundet for Dansk genealogi og Personalhistorie